# Chorinaeus clypeatus
Chorinaeus clypeatus är en stekelart som beskrevs av Kusigemati 1967. Chorinaeus clypeatus ingår i släktet Chorinaeus och familjen brokparasitsteklar. Inga underarter finns listade i Catalogue of Life.